# Центральное объединение классовых профсоюзов
Центральное объединение классовых профсоюзов (пол. Centralne Zrzeszenie Klasowych Związków Zawodowych) — польское профобъединение, действовавшее во Второй Речи Посполитой с 1928 по 1939 год. Поддерживало «санационный» режим Юзефа Пилсудского. Выступало в альянсе с партией ППС-Прежняя революционная фракция. Пережило раскол и спад влияния в 1931 году.

## Профсоюзный «легион» Пилсудского
Майский переворот 1926 года и возвращение к власти Юзефа Пилсудского были поддержаны практически всеми левыми силами Польши. Однако авторитарное правление Первого маршала и его консерватизм в социальных вопросах привели к конфликту с Польской социалистической партией (ППС) и большинством профсоюзного движения. На стороне Пилсудского в «левице» выступили сравнительно немногочисленные группы, происходящие из Боевой организации ППС начала XX века, Первой бригады и Польской военной организации. Знаковыми фигурами этой среды являлись Раймунд Яворовский и Енджей Морачевский. Организационным оформлением «социалистической пилсудчины» стала партия ППС—Прежняя революционная фракция.
Крупнейшее профобъединение Польши — Ассоциация профессиональных союзов — ориентировалось на ППС. Вместе с партией профсоюзы отошли в оппозицию «санационному» режиму Пилсудского. Партия Яворовского-Морачевского приступила к формированию лояльного Пилсудскому профобъединения. Наибольший отклик эта инициатива встретила в профсоюзных организациях Варшавы (Яворовский ранее возглавлял в столице комитет ППС).
30 октября 1928 года, практически одновременно с созданием ППС—Прежней революционной фракции, состоялась конференция, учредившая Центральное объединение классовых профсоюзов (CZKZZ). Председателем был избран Вацлав Прейс, генеральным секретарём — Зигмунт Гардецкий.
За первый год существования численность CZKZZ за первый год увеличилась с 34 тысяч до 97 тысяч. Другие источники дают более скромные цифры: около 65 тысяч, причём лишь половина из них уплачивала членские взносы. (Для сравнения: в Ассоциации профессиональных союзов состояли около 270 тысяч человек. Большинство организованного рабочего движения поддерживало ППС.)

## Радикализм и лояльность
Активные организации «пилсудских профсоюзов» действовали в угледобывающей, металлургической, химической, текстильной промышленности, в строительстве, на муниципальном и речном транспорте, среди работников коммунальных и социальных служб, госслужащих, сельхозрабочих, работников общепита, театральных актёров. Численность отраслевых структур на 1930 год — максимальное количество — обычно составляла несколько тысяч человек. Самым многочисленным был Центральный профсоюз государственных служащих — более 11,5 тысяч.
Профобъединение издавало газету Młot i Pług (Молот и плуг), впоследствии газету Walka (Борьба) и еженедельник Hasło (Пароль).
Теоретически CZKZZ выступало под радикально-социалистическими лозунгами (не случаен классовый акцент в названии). На практике, однако, действия профобъединения выдерживались в жёстких рамках лояльности Пилсудскому и его курсу. Фактически CZKZZ являлось организационно-пропагандистской структурой поддержки Пилсудского в рабочей среде. Однако его значение было сравнительно скромным, поскольку режим старался обходиться без привлечения организаций, даже формально претендующих на независимость.

## Раскол и спад
В 1931 году в объединении произошёл раскол. Его инициатором выступил Енджей Морачевский, выступивший с требованием «беспартийности профсоюзов». Социалистическая партийная программа Яворовского, даже ориентированная на Пилсудского, действительно налагала некоторые ограничения — при том, что взгляды Первого маршала, позиции его окружения и Беспартийного блока сотрудничества с правительством (BBWR) становились всё более консервативными и авторитарными. Морачевский и его сторонники (в частности, Гардецкий) стремились к полной консолидации с BBWR. Группа Яворовского отстаивала идеологические установки «независимого социализма».
В марте 1931 профорганизации, насчитывавшие более половины членов CZKZZ, поддержали Морачевского. Они учредили Союз профессиональных союзов (ZZZ) (впоследствии радикализировавшийся в духе синдикализма). Одновременно Яворовский и его сторонники провели очередной съезд CZKZZ, подтвердивший союз с ППС—Прежней революционной фракцией.
Новым председателем классового профобъединения был избран Яворовский, его заместителем — Прейс, генеральным секретарём — Адам Щипёрский. Видную роль в руководстве профобъединения играл председатель профсоюза работников речного транспорта Юзеф Локетек — комендант Рабочей милиции партии Яворовского. Он организовал мафиозного типа систему силовой конкуренции на рынке труда.
Численность и активность CZKZZ значительно снизились. В 1933 году объединение насчитывало 52 тысячи членов (около 28 тысяч платили взносы), в 1935 — менее 36 тысяч (данные об уплате взносов отсутствовали). Социально-политические позиции становились всё более провластными. В марте 1937 съезд CZKZZ высказался в поддержку правительственного Лагеря национального объединения и призвал усилить борьбу с оппозицией.
К осени 1939 деятельность CZKZZ практически прекратилась.

## Традиция в диссидентстве и «Солидарности»
Видный деятель CZKZZ, генеральный секретарь профобъединения Адам Щипёрский в 1976 году выступил соучредителем диссидентского Комитета защиты рабочих. В политическом самиздате ПНР Щипёрский описывал опыт антикоммунистической борьбы и организации профсоюзного движения во Второй Речи Посполитой и в Великобритании.
В профдвижении «Солидарность» сходные с черты проявлялись в тенденции, связанной с именем Мариана Юрчика — в радикализме и классовых приоритетах, но без социалистической идеологии.